# Романова Гіана Олександрівна
Гіа́на Олекса́ндрівна Рома́нова (* 1954) — радянська спортсменка-легкоатлетка в бігу на 800 і 1500 метрів. Майстер спорту СРСР (1974), майстер спорту СРСР міжнародного класу (1976), заслужений майстер спорту СРСР (1978).

## З життєпису
Народилась 1954 року в селі Сятри Цивільського району Чуваської АРСР. Закінчила Чебоксарський технікум зв'язку. Вихованка Чебоксарської спортивної школи молоді.
Чемпіонка і рекордсменка Чувашії, чемпіонка РРФСР (1974, 1976 й 1978 роки).
Переможниця Кубків СРСР (1980 й 1981 роки).
Семиразова чемпіонка СРСР (1974—1978) — Чемпіонат 1976 року — золото 1500 й бронза 3000 метрів; на Чемпіонаті-1977 — перші сходинки на дистанціях 1500 й 3000 метрів.
Переможниця 6-й літньої Спартакіади народів РРФСР й двічі призерка (1975).
Чемпіонка Європи (1978).
Призерка Кубка світу (1979) в бігу на 800 і 1500 метрів.
Переможниця Кросу націй (1976, 1977, 1980 і 1981 роки).
Брала участь в Чемпіонаті світу з кросу-1978.
1979 року переїхала до Львова.
1981 року закінчила Волгоградський інститут фізичної культури.
Суддя республіканської (РФ) категорії з легкої атлетики (2004).